# Rencontres de la Ligue des champions de l'UEFA 2009-2010
Cet article présente les résultats détaillés des rencontres de la Ligue des champions de l'UEFA 2009-2010.

## Phase de groupes

### Groupe A
| Rang | Équipe                | Pts | J | G | N | P | Bp | Bc | Diff |
| ---- | --------------------- | --- | - | - | - | - | -- | -- | ---- |
| 1    | Girondins de Bordeaux | 16  | 6 | 5 | 1 | 0 | 9  | 2  | +7   |
| 2    | Bayern Munich         | 10  | 6 | 3 | 1 | 2 | 9  | 5  | +4   |
| 3    | Juventus              | 8   | 6 | 2 | 2 | 2 | 4  | 7  | -3   |
| 4    | Maccabi Haïfa         | 0   | 6 | 0 | 0 | 6 | 0  | 8  | -8   |

| 1re journée                    | Juventus     | 1–1   | Girondins de Bordeaux | Stadio olimpico, Turin                              |                                                     |
| 15 septembre 2009 20h45 (CEST) | Iaquinta 63e | (0–0) | Plašil 75e            | Spectateurs : 17 513 Arbitrage : Tom Henning Øvrebø | Spectateurs : 17 513 Arbitrage : Tom Henning Øvrebø |
| 15 septembre 2009 20h45 (CEST) | Rapport      |       |                       | Spectateurs : 17 513 Arbitrage : Tom Henning Øvrebø | Spectateurs : 17 513 Arbitrage : Tom Henning Øvrebø |

|  | Maccabi Haïfa | 0–3   | Bayern Munich                   | Stade Ramat Gan, Ramat Gan                     |                                                |
|  |               | (0–0) | van Buyten 64e · Müller 85e 88e | Spectateurs : 38 789 Arbitrage : Damir Skomina | Spectateurs : 38 789 Arbitrage : Damir Skomina |
|  | Rapport       |       |                                 | Spectateurs : 38 789 Arbitrage : Damir Skomina | Spectateurs : 38 789 Arbitrage : Damir Skomina |

| 2e journée                     | Bayern Munich | 0–0   | Juventus | Allianz Arena, Munich                        |                                              |
| 30 septembre 2009 20h45 (CEST) |               | (0–0) |          | Spectateurs : 66 000 Arbitrage : Howard Webb | Spectateurs : 66 000 Arbitrage : Howard Webb |
| 30 septembre 2009 20h45 (CEST) | Rapport       |       |          | Spectateurs : 66 000 Arbitrage : Howard Webb | Spectateurs : 66 000 Arbitrage : Howard Webb |

|  | Girondins de Bordeaux | 1–0   | Maccabi Haïfa | Stade Jacques-Chaban-Delmas, Bordeaux           |                                                 |
|  | Ciani 83e             | (0–0) | Kayal 83e     | Spectateurs : 28 748 Arbitrage : Eric Braamhaar | Spectateurs : 28 748 Arbitrage : Eric Braamhaar |
|  | Rapport               |       |               | Spectateurs : 28 748 Arbitrage : Eric Braamhaar | Spectateurs : 28 748 Arbitrage : Eric Braamhaar |

| 3e journée                   | Girondins de Bordeaux  | 2–1   | Bayern Munich                                | Stade Jacques-Chaban-Delmas, Bordeaux        |                                              |
| 21 octobre 2009 20h45 (CEST) | Ciani 27e · Planus 40e | (2–1) | Ciani 6e (csc) · Müller 30e · van Buyten 88e | Spectateurs : 31 321 Arbitrage : Terje Hauge | Spectateurs : 31 321 Arbitrage : Terje Hauge |
| 21 octobre 2009 20h45 (CEST) | Rapport                |       |                                              | Spectateurs : 31 321 Arbitrage : Terje Hauge | Spectateurs : 31 321 Arbitrage : Terje Hauge |

|  | Juventus      | 1-0   | Maccabi Haïfa | Stadio olimpico, Turin                                |                                                       |
|  | Chiellini 47e | (0–0) | Dutra 68e     | Spectateurs : 21 303 Arbitrage : Olegário Benquerença | Spectateurs : 21 303 Arbitrage : Olegário Benquerença |
|  | Rapport       |       |               | Spectateurs : 21 303 Arbitrage : Olegário Benquerença | Spectateurs : 21 303 Arbitrage : Olegário Benquerença |

| 4e journée                   | Bayern Munich | 0–2   | Girondins de Bordeaux      | Allianz Arena, Munich                          |                                                |
| 3 novembre 2009 20h45 (CEST) |               | (0–1) | Gourcuff 37e · Chamakh 90e | Spectateurs : 66 000 Arbitrage : Pedro Proença | Spectateurs : 66 000 Arbitrage : Pedro Proença |
| 3 novembre 2009 20h45 (CEST) | Rapport       |       |                            | Spectateurs : 66 000 Arbitrage : Pedro Proença | Spectateurs : 66 000 Arbitrage : Pedro Proença |

|  | Maccabi Haïfa | 0–1   | Juventus         | Stade Ramat Gan, Ramat Gan                   |                                              |
|  |               | (0–1) | Camoranesi 45+2e | Spectateurs : 39 120 Arbitrage : Terje Hauge | Spectateurs : 39 120 Arbitrage : Terje Hauge |
|  | Rapport       |       |                  | Spectateurs : 39 120 Arbitrage : Terje Hauge | Spectateurs : 39 120 Arbitrage : Terje Hauge |

| 5e journée                    | Girondins de Bordeaux        | 2–0   | Juventus | Stade Jacques-Chaban-Delmas, Bordeaux                       |                                                             |
| 25 novembre 2009 20h45 (CEST) | Fernando 54e · Chamakh 90+4e | (0–0) |          | Spectateurs : 32 195 Arbitrage : Eduardo Iturralde González | Spectateurs : 32 195 Arbitrage : Eduardo Iturralde González |
| 25 novembre 2009 20h45 (CEST) | Rapport                      |       |          | Spectateurs : 32 195 Arbitrage : Eduardo Iturralde González | Spectateurs : 32 195 Arbitrage : Eduardo Iturralde González |

|  | Bayern Munich | 1–0   | Maccabi Haïfa | Allianz Arena, Munich                          |                                                |
|  | Olić 62e      | (0–0) |               | Spectateurs : 58 000 Arbitrage : Craig Thomson | Spectateurs : 58 000 Arbitrage : Craig Thomson |
|  | Rapport       |       |               | Spectateurs : 58 000 Arbitrage : Craig Thomson | Spectateurs : 58 000 Arbitrage : Craig Thomson |

| 6e journée                   | Juventus      | 1–4   | Bayern Munich                                               | Stadio olimpico, Turin                           |                                                  |
| 8 décembre 2009 20h45 (CEST) | Trezeguet 19e | (1–1) | Butt 30e (pen.) · Olić 52e · Gómez 83e · Timochtchouk 90+2e | Spectateurs : 27 801 Arbitrage : Massimo Busacca | Spectateurs : 27 801 Arbitrage : Massimo Busacca |
| 8 décembre 2009 20h45 (CEST) | Rapport       |       |                                                             | Spectateurs : 27 801 Arbitrage : Massimo Busacca | Spectateurs : 27 801 Arbitrage : Massimo Busacca |

|  | Maccabi Haïfa | 0–1   | Girondins de Bordeaux | Stade Ramat Gan, Ramat Gan                      |                                                 |
|  |               | (0–1) | Jussiê 13e            | Spectateurs : 25 800 Arbitrage : Jonas Eriksson | Spectateurs : 25 800 Arbitrage : Jonas Eriksson |
|  | Rapport       |       |                       | Spectateurs : 25 800 Arbitrage : Jonas Eriksson | Spectateurs : 25 800 Arbitrage : Jonas Eriksson |

### Groupe B
| Rang | Équipe            | Pts | J | G | N | P | Bp | Bc | Diff |
| ---- | ----------------- | --- | - | - | - | - | -- | -- | ---- |
| 1    | Manchester United | 13  | 6 | 4 | 1 | 1 | 10 | 6  | +4   |
| 2    | CSKA Moscou       | 10  | 6 | 3 | 1 | 2 | 10 | 10 | 0    |
| 3    | VFL Wolfsburg     | 7   | 6 | 2 | 1 | 3 | 9  | 9  | 0    |
| 4    | Beşiktaş JK       | 4   | 6 | 1 | 1 | 4 | 3  | 8  | -5   |

| 1re journée                    | VFL Wolfsburg                | 3–1   | CSKA Moscou | Volkswagen-Arena, Wolfsbourg                     |                                                  |
| 15 septembre 2009 20h45 (CEST) | Grafite 36e, 41e (pen.), 87e | (2–0) | Dzagoev 76e | Spectateurs : 25 017 Arbitrage : Stéphane Lannoy | Spectateurs : 25 017 Arbitrage : Stéphane Lannoy |
| 15 septembre 2009 20h45 (CEST) | Rapport                      |       |             | Spectateurs : 25 017 Arbitrage : Stéphane Lannoy | Spectateurs : 25 017 Arbitrage : Stéphane Lannoy |

|  | Beşiktaş JK | 0–1   | Manchester United | Stade BJK İnönü, Istanbul                       |                                                 |
|  |             | (0–0) | Scholes 77e       | Spectateurs : 26 448 Arbitrage : Nicola Rizzoli | Spectateurs : 26 448 Arbitrage : Nicola Rizzoli |
|  | Rapport     |       |                   | Spectateurs : 26 448 Arbitrage : Nicola Rizzoli | Spectateurs : 26 448 Arbitrage : Nicola Rizzoli |

| 2e journée                     | Manchester United       | 2–1   | VFL Wolfsburg | Old Trafford, Manchester                       |                                                |
| 30 septembre 2009 20h45 (CEST) | Giggs 59e · Carrick 78e | (0–0) | Džeko 56e     | Spectateurs : 74 037 Arbitrage : Viktor Kassai | Spectateurs : 74 037 Arbitrage : Viktor Kassai |
| 30 septembre 2009 20h45 (CEST) | Rapport                 |       |               | Spectateurs : 74 037 Arbitrage : Viktor Kassai | Spectateurs : 74 037 Arbitrage : Viktor Kassai |

|  | CSKA Moscou             | 2–1   | Beşiktaş JK | Stade Loujniki, Moscou                                  |                                                         |
|  | Dzagoev 7e · Krasić 61e | (1–0) | Dağ 90+2e   | Spectateurs : 19 750 Arbitrage : Manuel Mejuto González | Spectateurs : 19 750 Arbitrage : Manuel Mejuto González |
|  | Rapport                 |       |             | Spectateurs : 19 750 Arbitrage : Manuel Mejuto González | Spectateurs : 19 750 Arbitrage : Manuel Mejuto González |

| 3e journée                   | CSKA Moscou | 0–1 | Manchester United | Stade Loujniki, Moscou                           |                                                  |
| 21 octobre 2009 20h45 (CEST) |             |     | Valencia 86e      | Spectateurs : 51 520 Arbitrage : Claus Bo Larsen | Spectateurs : 51 520 Arbitrage : Claus Bo Larsen |
| 21 octobre 2009 20h45 (CEST) | Rapport     |     |                   | Spectateurs : 51 520 Arbitrage : Claus Bo Larsen | Spectateurs : 51 520 Arbitrage : Claus Bo Larsen |

|  | VFL Wolfsburg | 0–0   | Beşiktaş JK | Volkswagen-Arena, Wolfsbourg                     |                                                  |
|  | Grafite 74e   | (0–0) |             | Spectateurs : 25 778 Arbitrage : Roberto Rosetti | Spectateurs : 25 778 Arbitrage : Roberto Rosetti |
|  | Rapport       |       |             | Spectateurs : 25 778 Arbitrage : Roberto Rosetti | Spectateurs : 25 778 Arbitrage : Roberto Rosetti |

| 4e journée                   | Manchester United                       | 3–3   | CSKA Moscou                                                   | Old Trafford, Manchester                              |                                                       |
| 3 novembre 2009 20h45 (CEST) | Owen 29e · Scholes 84e · Valencia 90+2e | (1–2) | Dzagoev 25e · Krasić 31e · V.Bérézoutski 47e · Šemberas 90+5e | Spectateurs : 74 000 Arbitrage : Olegário Benquerença | Spectateurs : 74 000 Arbitrage : Olegário Benquerença |
| 3 novembre 2009 20h45 (CEST) | Rapport                                 |       |                                                               | Spectateurs : 74 000 Arbitrage : Olegário Benquerença | Spectateurs : 74 000 Arbitrage : Olegário Benquerença |

|  | Beşiktaş JK | 0–3   | VFL Wolfsburg                           | Stade BJK İnönü, Istanbul                                 |                                                           |
|  |             | (0–1) | Misimović 14e · Gentner 80e · Džeko 87e | Spectateurs : 18 116 Arbitrage : Alberto Undiano Mallenco | Spectateurs : 18 116 Arbitrage : Alberto Undiano Mallenco |
|  | Rapport     |       |                                         | Spectateurs : 18 116 Arbitrage : Alberto Undiano Mallenco | Spectateurs : 18 116 Arbitrage : Alberto Undiano Mallenco |

| 5e journée                    | CSKA Moscou            | 2–1   | VFL Wolfsburg | Stade Loujniki, Moscou                          |                                                 |
| 25 novembre 2009 20h45 (CEST) | Necid 58e · Krasić 66e | (0–1) | Džeko 19e     | Spectateurs : 13 478 Arbitrage : Nicola Rizzoli | Spectateurs : 13 478 Arbitrage : Nicola Rizzoli |
| 25 novembre 2009 20h45 (CEST) | Rapport                |       |               | Spectateurs : 13 478 Arbitrage : Nicola Rizzoli | Spectateurs : 13 478 Arbitrage : Nicola Rizzoli |

|  | Manchester United | 0–1   | Beşiktaş JK | Old Trafford, Manchester                         |                                                  |
|  |                   | (0–1) | Tello 20e   | Spectateurs : 74 242 Arbitrage : Stéphane Lannoy | Spectateurs : 74 242 Arbitrage : Stéphane Lannoy |
|  | Rapport           |       |             | Spectateurs : 74 242 Arbitrage : Stéphane Lannoy | Spectateurs : 74 242 Arbitrage : Stéphane Lannoy |

| 6e journée                   | VFL Wolfsburg | 1–3   | Manchester United    | Volkswagen-Arena, Wolfsbourg                   |                                                |
| 8 décembre 2009 20h45 (CEST) | Džeko 56e     | (0–1) | Owen 44e, 83e, 90+1e | Spectateurs : 26 490 Arbitrage : Bjorn Kuipers | Spectateurs : 26 490 Arbitrage : Bjorn Kuipers |
| 8 décembre 2009 20h45 (CEST) | Rapport       |       |                      | Spectateurs : 26 490 Arbitrage : Bjorn Kuipers | Spectateurs : 26 490 Arbitrage : Bjorn Kuipers |

|  | Beşiktaş JK | 1–2   | CSKA Moscou                | Stade BJK İnönü, Istanbul                       |                                                 |
|  | Bobô 86e    | (0–1) | Krasić 41e · Aldonin 90+5e | Spectateurs : 16 129 Arbitrage : Martin Hansson | Spectateurs : 16 129 Arbitrage : Martin Hansson |
|  | Rapport     |       |                            | Spectateurs : 16 129 Arbitrage : Martin Hansson | Spectateurs : 16 129 Arbitrage : Martin Hansson |

### Groupe C
| Rang | Équipe                 | Pts | J | G | N | P | Bp | Bc | Diff |
| ---- | ---------------------- | --- | - | - | - | - | -- | -- | ---- |
| 1    | Real Madrid            | 13  | 6 | 4 | 1 | 1 | 15 | 7  | +8   |
| 2    | AC Milan               | 9   | 6 | 2 | 3 | 1 | 8  | 7  | +1   |
| 3    | Olympique de Marseille | 7   | 6 | 2 | 1 | 3 | 10 | 10 | 0    |
| 4    | FC Zurich              | 4   | 6 | 1 | 1 | 4 | 5  | 14 | -9   |

| 1re journée                    | Olympique de Marseille | 1-2   | AC Milan         | Stade Vélodrome, Marseille                       |                                                  |
| 15 septembre 2009 20h45 (CEST) | Heinze 49e             | (0-1) | Inzaghi 28e, 74e | Spectateurs : 55 434 Arbitrage : Claus Bo Larsen | Spectateurs : 55 434 Arbitrage : Claus Bo Larsen |
| 15 septembre 2009 20h45 (CEST) | Rapport                |       |                  | Spectateurs : 55 434 Arbitrage : Claus Bo Larsen | Spectateurs : 55 434 Arbitrage : Claus Bo Larsen |

|  | FC Zurich                           | 2-5   | Real Madrid                                                | Stade du Letzigrund, Zurich                      |                                                  |
|  | Margairaz 64e (pen.) · Aegerter 65e | (0-3) | C.Ronaldo 27e, 89e · Raúl 34e · Higuaín 45+1e · Guti 90+4e | Spectateurs : 24 424 Arbitrage : Martin Atkinson | Spectateurs : 24 424 Arbitrage : Martin Atkinson |
|  | Rapport                             |       |                                                            | Spectateurs : 24 424 Arbitrage : Martin Atkinson | Spectateurs : 24 424 Arbitrage : Martin Atkinson |

| 2e journée                     | Real Madrid                          | 3-0   | Olympique de Marseille | Stade Santiago Bernabéu, Madrid                 |                                                 |
| 30 septembre 2009 20h45 (CEST) | C.Ronaldo 58e, 64e · Kaká 61e (pen.) | (0-0) | Diawara 60e            | Spectateurs : 67 244 Arbitrage : Martin Hansson | Spectateurs : 67 244 Arbitrage : Martin Hansson |
| 30 septembre 2009 20h45 (CEST) | Rapport                              |       |                        | Spectateurs : 67 244 Arbitrage : Martin Hansson | Spectateurs : 67 244 Arbitrage : Martin Hansson |

|  | AC Milan | 0-1   | FC Zurich   | Stadio San Siro, Milan                         |                                                |
|  |          | (0-1) | Tihinen 10e | Spectateurs : 32 439 Arbitrage : Florian Meyer | Spectateurs : 32 439 Arbitrage : Florian Meyer |
|  | Rapport  |       |             | Spectateurs : 32 439 Arbitrage : Florian Meyer | Spectateurs : 32 439 Arbitrage : Florian Meyer |

| 3e journée                   | FC Zurich | 0-1   | Olympique de Marseille     | Stade du Letzigrund, Zurich                    |                                                |
| 21 octobre 2009 20h45 (CEST) |           | (0-0) | Heinze 69e · Bonnart 90+2e | Spectateurs : 22 300 Arbitrage : Damir Skomina | Spectateurs : 22 300 Arbitrage : Damir Skomina |
| 21 octobre 2009 20h45 (CEST) | Rapport   |       |                            | Spectateurs : 22 300 Arbitrage : Damir Skomina | Spectateurs : 22 300 Arbitrage : Damir Skomina |

|  | Real Madrid            | 2-3   | AC Milan                  | Stade Santiago Bernabéu, Madrid                     |                                                     |
|  | Raúl 19e · Drenthe 76e | (1-0) | Pirlo 62e · Pato 66e, 88e | Spectateurs : 71 569 Arbitrage : Frank De Bleeckere | Spectateurs : 71 569 Arbitrage : Frank De Bleeckere |
|  | Rapport                |       |                           | Spectateurs : 71 569 Arbitrage : Frank De Bleeckere | Spectateurs : 71 569 Arbitrage : Frank De Bleeckere |

| 4e journée                   | Olympique de Marseille                                                              | 6–1   | FC Zurich    | Stade Vélodrome, Marseille                     |                                                |
| 3 novembre 2009 20h45 (CEST) | Aegerter 3e (csc) · Abriel 11e · Niang 51e · Hilton 80e · Cheyrou 87e · Brandão 90e | (2–1) | Alphonse 31e | Spectateurs : 56 282 Arbitrage : Craig Thomson | Spectateurs : 56 282 Arbitrage : Craig Thomson |
| 3 novembre 2009 20h45 (CEST) | Rapport                                                                             |       |              | Spectateurs : 56 282 Arbitrage : Craig Thomson | Spectateurs : 56 282 Arbitrage : Craig Thomson |

|  | AC Milan              | 1–1   | Real Madrid | Stadio San Siro, Milan                       |                                              |
|  | Ronaldinho 35e (pen.) | (1–1) | Benzema 29e | Spectateurs : 75 000 Arbitrage : Felix Brych | Spectateurs : 75 000 Arbitrage : Felix Brych |
|  | Rapport               |       |             | Spectateurs : 75 000 Arbitrage : Felix Brych | Spectateurs : 75 000 Arbitrage : Felix Brych |

| 5e journée                    | AC Milan      | 1–1   | Olympique de Marseille | Stadio San Siro, Milan                       |                                              |
| 25 novembre 2009 20h45 (CEST) | Borriello 10e | (1–1) | Lucho 16e              | Spectateurs : 49 063 Arbitrage : Howard Webb | Spectateurs : 49 063 Arbitrage : Howard Webb |
| 25 novembre 2009 20h45 (CEST) | Rapport       |       |                        | Spectateurs : 49 063 Arbitrage : Howard Webb | Spectateurs : 49 063 Arbitrage : Howard Webb |

|  | Real Madrid | 1–0   | FC Zurich | Stade Santiago Bernabéu, Madrid              |                                              |
|  | Higuaín 21e | (1–0) |           | Spectateurs : 67 867 Arbitrage : Alain Hamer | Spectateurs : 67 867 Arbitrage : Alain Hamer |
|  | Rapport     |       |           | Spectateurs : 67 867 Arbitrage : Alain Hamer | Spectateurs : 67 867 Arbitrage : Alain Hamer |

| 6e journée                   | Olympique de Marseille | 1–3   | Real Madrid                         | Stade Vélodrome, Marseille                      |                                                 |
| 8 décembre 2009 20h45 (CEST) | Lucho 11e              | (1–1) | C.Ronaldo 5e, 80e · Raúl Albiol 60e | Spectateurs : 55 722 Arbitrage : Wolfgang Stark | Spectateurs : 55 722 Arbitrage : Wolfgang Stark |
| 8 décembre 2009 20h45 (CEST) | Rapport                |       |                                     | Spectateurs : 55 722 Arbitrage : Wolfgang Stark | Spectateurs : 55 722 Arbitrage : Wolfgang Stark |

|  | FC Zurich              | 1–1   | AC Milan              | Stade du Letzigrund, Zurich                    |                                                |
|  | Gajić 29e · Rochat 63e | (1–0) | Ronaldinho 64e (pen.) | Spectateurs : 24 100 Arbitrage : Pedro Proença | Spectateurs : 24 100 Arbitrage : Pedro Proença |
|  | Rapport                |       |                       | Spectateurs : 24 100 Arbitrage : Pedro Proença | Spectateurs : 24 100 Arbitrage : Pedro Proença |

### Groupe D
| Rang | Équipe          | Pts | J | G | N | P | Bp | Bc | Diff |
| ---- | --------------- | --- | - | - | - | - | -- | -- | ---- |
| 1    | Chelsea FC      | 14  | 6 | 4 | 2 | 0 | 11 | 4  | +7   |
| 2    | FC Porto        | 12  | 6 | 4 | 0 | 2 | 8  | 3  | +5   |
| 3    | Atlético Madrid | 3   | 6 | 0 | 3 | 3 | 3  | 12 | -9   |
| 4    | APOEL Nicosie   | 3   | 6 | 0 | 3 | 3 | 4  | 7  | -3   |

| 1re journée                    | Chelsea FC | 1–0   | FC Porto       | Stamford Bridge, Londres                       |                                                |
| 15 septembre 2009 20h45 (CEST) | Anelka 48e | (0–0) | Fernando 90+2e | Spectateurs : 39 436 Arbitrage : Konrad Plautz | Spectateurs : 39 436 Arbitrage : Konrad Plautz |
| 15 septembre 2009 20h45 (CEST) | Rapport    |       |                | Spectateurs : 39 436 Arbitrage : Konrad Plautz | Spectateurs : 39 436 Arbitrage : Konrad Plautz |

|  | Atlético Madrid | 0–0   | APOEL Nicosie | Stade Vicente Calderón, Madrid                           |                                                          |
|  |                 | (0–0) |               | Spectateurs : 30 628 Arbitrage : Craig Alexander Thomson | Spectateurs : 30 628 Arbitrage : Craig Alexander Thomson |
|  | Rapport         |       |               | Spectateurs : 30 628 Arbitrage : Craig Alexander Thomson | Spectateurs : 30 628 Arbitrage : Craig Alexander Thomson |

| 2e journée                     | APOEL Nicosie | 0–1   | Chelsea FC | Stade GSP, Nicosie                              |                                                 |
| 30 septembre 2009 20h45 (CEST) |               | (0–1) | Anelka 18e | Spectateurs : 21 657 Arbitrage : Bertrand Layec | Spectateurs : 21 657 Arbitrage : Bertrand Layec |
| 30 septembre 2009 20h45 (CEST) | Rapport       |       |            | Spectateurs : 21 657 Arbitrage : Bertrand Layec | Spectateurs : 21 657 Arbitrage : Bertrand Layec |

|  | FC Porto                 | 2–0   | Atlético Madrid | Stade du dragon, Porto                          |                                                 |
|  | Falcao 75e · Rolando 82e | (0–0) |                 | Spectateurs : 37 609 Arbitrage : Nicola Rizzoli | Spectateurs : 37 609 Arbitrage : Nicola Rizzoli |
|  | Rapport                  |       |                 | Spectateurs : 37 609 Arbitrage : Nicola Rizzoli | Spectateurs : 37 609 Arbitrage : Nicola Rizzoli |

| 3e journée                   | FC Porto                                    | 2–1   | APOEL Nicosie            | Stade du dragon, Porto                       |                                              |
| 21 octobre 2009 20h45 (CEST) | Hulk 33e, 48e (pen.) · Mariano González 74e | (1–1) | Álvaro Pereira 22e (csc) | Spectateurs : 31 212 Arbitrage : Felix Brych | Spectateurs : 31 212 Arbitrage : Felix Brych |
| 21 octobre 2009 20h45 (CEST) | Rapport                                     |       |                          | Spectateurs : 31 212 Arbitrage : Felix Brych | Spectateurs : 31 212 Arbitrage : Felix Brych |

|  | Chelsea FC                                       | 4–0   | Atlético Madrid | Stamford Bridge, Londres                       |                                                |
|  | Kalou 41e, 52e · Lampard 69e · Perea 90+1e (csc) | (1–0) |                 | Spectateurs : 39 997 Arbitrage : Florian Meyer | Spectateurs : 39 997 Arbitrage : Florian Meyer |
|  | Rapport                                          |       |                 | Spectateurs : 39 997 Arbitrage : Florian Meyer | Spectateurs : 39 997 Arbitrage : Florian Meyer |

| 4e journée                   | APOEL Nicosie | 0–1   | FC Porto   | Stade GSP, Nicosie                             |                                                |
| 3 novembre 2009 20h45 (CEST) |               | (0–0) | Falcao 84e | Spectateurs : 20 000 Arbitrage : Damir Skomina | Spectateurs : 20 000 Arbitrage : Damir Skomina |
| 3 novembre 2009 20h45 (CEST) | Rapport       |       |            | Spectateurs : 20 000 Arbitrage : Damir Skomina | Spectateurs : 20 000 Arbitrage : Damir Skomina |

|  | Atlético Madrid   | 2–2   | Chelsea FC      | Stade Vicente Calderón, Madrid                 |                                                |
|  | Agüero 66e, 90+1e | (0–0) | Drogba 82e, 88e | Spectateurs : 45 000 Arbitrage : Bjorn Kuipers | Spectateurs : 45 000 Arbitrage : Bjorn Kuipers |
|  | Rapport           |       |                 | Spectateurs : 45 000 Arbitrage : Bjorn Kuipers | Spectateurs : 45 000 Arbitrage : Bjorn Kuipers |

| 5e journée                    | FC Porto | 0–1   | Chelsea FC | Stade du dragon, Porto                          |                                                 |
| 25 novembre 2009 20h45 (CEST) |          | (0–0) | Anelka 69e | Spectateurs : 38 410 Arbitrage : Jonas Eriksson | Spectateurs : 38 410 Arbitrage : Jonas Eriksson |
| 25 novembre 2009 20h45 (CEST) | Rapport  |       |            | Spectateurs : 38 410 Arbitrage : Jonas Eriksson | Spectateurs : 38 410 Arbitrage : Jonas Eriksson |

|  | APOEL Nicosie    | 1–1   | Atlético Madrid | Stade GSP, Nicosie                                  |                                                     |
|  | Mirosavljević 5e | (1–0) | Simão 62e       | Spectateurs : 21 178 Arbitrage : Frank De Bleeckere | Spectateurs : 21 178 Arbitrage : Frank De Bleeckere |
|  | Rapport          |       |                 | Spectateurs : 21 178 Arbitrage : Frank De Bleeckere | Spectateurs : 21 178 Arbitrage : Frank De Bleeckere |

| 6e journée                   | Chelsea FC              | 2–2   | APOEL Nicosie                   | Stamford Bridge, Londres                          |                                                   |
| 8 décembre 2009 20h45 (CEST) | Essien 19e · Drogba 26e | (2–1) | Żewłakow 6e · Mirosavljević 87e | Spectateurs : 40 917 Arbitrage : Matteo Trefoloni | Spectateurs : 40 917 Arbitrage : Matteo Trefoloni |
| 8 décembre 2009 20h45 (CEST) | Rapport                 |       |                                 | Spectateurs : 40 917 Arbitrage : Matteo Trefoloni | Spectateurs : 40 917 Arbitrage : Matteo Trefoloni |

|  | Atlético Madrid | 0–3   | FC Porto                               | Stade Vicente Calderón, Madrid                   |                                                  |
|  |                 | (0–2) | Bruno Alves 2e · Falcao 14e · Hulk 76e | Spectateurs : 24 603 Arbitrage : Stéphane Lannoy | Spectateurs : 24 603 Arbitrage : Stéphane Lannoy |
|  | Rapport         |       |                                        | Spectateurs : 24 603 Arbitrage : Stéphane Lannoy | Spectateurs : 24 603 Arbitrage : Stéphane Lannoy |

### Groupe E
| Rang | Équipe             | Pts | J | G | N | P | Bp | Bc | Diff |
| ---- | ------------------ | --- | - | - | - | - | -- | -- | ---- |
| 1    | AC Fiorentina      | 15  | 6 | 5 | 0 | 1 | 14 | 7  | +7   |
| 2    | Olympique lyonnais | 13  | 6 | 4 | 1 | 1 | 12 | 3  | +9   |
| 3    | Liverpool FC       | 7   | 6 | 2 | 1 | 3 | 5  | 7  | -2   |
| 4    | Debrecen VSC       | 0   | 6 | 0 | 0 | 6 | 5  | 19 | -14  |

| 1re journée                    | Liverpool FC | 1–0   | Debrecen VSC | Anfield Road, Liverpool                        |                                                |
| 16 septembre 2009 20h45 (CEST) | Kuyt 45+1e   | (1–0) |              | Spectateurs : 41 591 Arbitrage : Pedro Proença | Spectateurs : 41 591 Arbitrage : Pedro Proença |
| 16 septembre 2009 20h45 (CEST) | Rapport      |       |              | Spectateurs : 41 591 Arbitrage : Pedro Proença | Spectateurs : 41 591 Arbitrage : Pedro Proença |

|  | Olympique lyonnais | 1–0   | AC Fiorentina   | Stade de Gerland, Lyon                       |                                              |
|  | Pjanić 76e         | (0–0) | Gilardino 45+1e | Spectateurs : 37 169 Arbitrage : Pieter Vink | Spectateurs : 37 169 Arbitrage : Pieter Vink |
|  | Rapport            |       |                 | Spectateurs : 37 169 Arbitrage : Pieter Vink | Spectateurs : 37 169 Arbitrage : Pieter Vink |

| 2e journée                     | AC Fiorentina    | 2–0   | Liverpool FC | Stadio Artemio Franchi, Florence             |                                              |
| 29 septembre 2009 20h45 (CEST) | Jovetić 28e, 37e | (2–0) |              | Spectateurs : 33 426 Arbitrage : Felix Brych | Spectateurs : 33 426 Arbitrage : Felix Brych |
| 29 septembre 2009 20h45 (CEST) | Rapport          |       |              | Spectateurs : 33 426 Arbitrage : Felix Brych | Spectateurs : 33 426 Arbitrage : Felix Brych |

|  | Debrecen VSC | 0-4   | Olympique lyonnais                                | Stade Ferenc Puskás, Budapest                       |                                                     |
|  |              | (0–3) | Källström 3e · Pjanić 13e · Govou 24e · Gomis 51e | Spectateurs : 41 600 Arbitrage : Tom Henning Øvrebø | Spectateurs : 41 600 Arbitrage : Tom Henning Øvrebø |
|  | Rapport      |       |                                                   | Spectateurs : 41 600 Arbitrage : Tom Henning Øvrebø | Spectateurs : 41 600 Arbitrage : Tom Henning Øvrebø |

| 3e journée                   | Liverpool FC | 1–2   | Olympique lyonnais           | Anfield Road, Liverpool                                   |                                                           |
| 20 octobre 2009 20h45 (CEST) | Benayoun 41e | (1–0) | Gonalons 72e · Delgado 90+1e | Spectateurs : 41 562 Arbitrage : Alberto Undiano Mallenco | Spectateurs : 41 562 Arbitrage : Alberto Undiano Mallenco |
| 20 octobre 2009 20h45 (CEST) | Rapport      |       |                              | Spectateurs : 41 562 Arbitrage : Alberto Undiano Mallenco | Spectateurs : 41 562 Arbitrage : Alberto Undiano Mallenco |

|  | Debrecen VSC                                | 3–4   | AC Fiorentina                              | Stade Ferenc Puskás, Budapest                  |                                                |
|  | Czvitkovics 2e · Rudolf 28e · Coulibaly 88e | (2–4) | Mutu 6e, 20e · Gilardino 10e · Santana 37e | Spectateurs : 41 500 Arbitrage : Craig Thomson | Spectateurs : 41 500 Arbitrage : Craig Thomson |
|  | Rapport                                     |       |                                            | Spectateurs : 41 500 Arbitrage : Craig Thomson | Spectateurs : 41 500 Arbitrage : Craig Thomson |

| 4e journée                   | Olympique lyonnais | 1–1   | Liverpool FC | Stade de Gerland, Lyon                              |                                                     |
| 4 novembre 2009 20h45 (CEST) | Lisandro 90e       | (0–0) | Babel 83e    | Spectateurs : 39 180 Arbitrage : Frank De Bleeckere | Spectateurs : 39 180 Arbitrage : Frank De Bleeckere |
| 4 novembre 2009 20h45 (CEST) | Rapport            |       |              | Spectateurs : 39 180 Arbitrage : Frank De Bleeckere | Spectateurs : 39 180 Arbitrage : Frank De Bleeckere |

|  | AC Fiorentina                                                            | 5–2   | Debrecen VSC               | Stadio Artemio Franchi, Florence                        |                                                         |
|  | Mutu 14e · Dainelli 52e · Montolivo 59e · Marchionni 61e · Gilardino 74e | (1–1) | Rudolf 38e · Coulibaly 70e | Spectateurs : 19 676 Arbitrage : Manuel Mejuto González | Spectateurs : 19 676 Arbitrage : Manuel Mejuto González |
|  | Rapport                                                                  |       |                            | Spectateurs : 19 676 Arbitrage : Manuel Mejuto González | Spectateurs : 19 676 Arbitrage : Manuel Mejuto González |

| 5e journée                    | Debrecen VSC | 0–1   | Liverpool FC | Stade Ferenc Puskás, Budapest                  |                                                |
| 24 novembre 2009 20h45 (CEST) |              | (0–1) | N'Gog 4e     | Spectateurs : 41 500 Arbitrage : Bjorn Kuipers | Spectateurs : 41 500 Arbitrage : Bjorn Kuipers |
| 24 novembre 2009 20h45 (CEST) | Rapport      |       |              | Spectateurs : 41 500 Arbitrage : Bjorn Kuipers | Spectateurs : 41 500 Arbitrage : Bjorn Kuipers |

|  | AC Fiorentina     | 1–0   | Olympique lyonnais | Stadio Artemio Franchi, Florence                      |                                                       |
|  | Vargas 28e (pen.) | (1–0) |                    | Spectateurs : 34 301 Arbitrage : Olegário Benquerença | Spectateurs : 34 301 Arbitrage : Olegário Benquerença |
|  | Rapport           |       |                    | Spectateurs : 34 301 Arbitrage : Olegário Benquerença | Spectateurs : 34 301 Arbitrage : Olegário Benquerença |

| 6e journée                   | Liverpool FC | 1–2   | AC Fiorentina                   | Anfield Road, Liverpool                        |                                                |
| 9 décembre 2009 20h45 (CEST) | Benayoun 43e | (1–0) | Jørgensen 63e · Gilardino 90+2e | Spectateurs : 40 863 Arbitrage : Damir Skomina | Spectateurs : 40 863 Arbitrage : Damir Skomina |
| 9 décembre 2009 20h45 (CEST) | Rapport      |       |                                 | Spectateurs : 40 863 Arbitrage : Damir Skomina | Spectateurs : 40 863 Arbitrage : Damir Skomina |

|  | Olympique lyonnais                                 | 4–0   | Debrecen VSC | Stade de Gerland, Lyon                         |                                                |
|  | Gomis 25e · Bastos 45e · Pjanić 59e · Cissokho 76e | (2–0) |              | Spectateurs : 36 884 Arbitrage : Florian Meyer | Spectateurs : 36 884 Arbitrage : Florian Meyer |
|  | Rapport                                            |       |              | Spectateurs : 36 884 Arbitrage : Florian Meyer | Spectateurs : 36 884 Arbitrage : Florian Meyer |

### Groupe F
| Rang | Équipe       | Pts | J | G | N | P | Bp | Bc | Diff |
| ---- | ------------ | --- | - | - | - | - | -- | -- | ---- |
| 1    | FC Barcelone | 11  | 6 | 3 | 2 | 1 | 7  | 3  | +4   |
| 2    | Inter Milan  | 9   | 6 | 2 | 3 | 1 | 7  | 6  | +1   |
| 3    | Rubin Kazan  | 6   | 6 | 1 | 3 | 2 | 4  | 7  | -3   |
| 4    | Dynamo Kiev  | 5   | 6 | 1 | 2 | 3 | 7  | 9  | -2   |

| 1re journée                    | Inter Milan | 0–0   | FC Barcelone | Stadio Giuseppe Meazza, Milan                   |                                                 |
| 16 septembre 2009 20h45 (CEST) |             | (0–0) |              | Spectateurs : 83 574 Arbitrage : Wolfgang Stark | Spectateurs : 83 574 Arbitrage : Wolfgang Stark |
| 16 septembre 2009 20h45 (CEST) | Rapport     |       |              | Spectateurs : 83 574 Arbitrage : Wolfgang Stark | Spectateurs : 83 574 Arbitrage : Wolfgang Stark |

|  | Dynamo Kiev                          | 3–1   | Rubin Kazan   | Stade Dynamo Lobanovski, Kiev                |                                              |
|  | Yussuf 71e · Magrão 79e · Gousev 85e | (0–1) | Domínguez 25e | Spectateurs : 15 000 Arbitrage : Alain Hamer | Spectateurs : 15 000 Arbitrage : Alain Hamer |
|  | Rapport                              |       |               | Spectateurs : 15 000 Arbitrage : Alain Hamer | Spectateurs : 15 000 Arbitrage : Alain Hamer |

| 2e journée                     | Rubin Kazan   | 1–1   | Inter Milan                   | Stade Central, Kazan                         |                                              |
| 29 septembre 2009 18h30 (CEST) | Domínguez 11e | (1–1) | Stanković 27e · Balotelli 60e | Spectateurs : 23 670 Arbitrage : Terje Hauge | Spectateurs : 23 670 Arbitrage : Terje Hauge |
| 29 septembre 2009 18h30 (CEST) | Rapport       |       |                               | Spectateurs : 23 670 Arbitrage : Terje Hauge | Spectateurs : 23 670 Arbitrage : Terje Hauge |

|              | FC Barcelone          | 2–0   | Dynamo Kiev | Camp Nou, Barcelone                            |                                                |
| 20h45 (CEST) | Messi 26e · Pedro 76e | (1–0) |             | Spectateurs : 68 221 Arbitrage : Bjorn Kuipers | Spectateurs : 68 221 Arbitrage : Bjorn Kuipers |
| 20h45 (CEST) | Rapport               |       |             | Spectateurs : 68 221 Arbitrage : Bjorn Kuipers | Spectateurs : 68 221 Arbitrage : Bjorn Kuipers |

| 3e journée                   | FC Barcelone    | 1–2   | Rubin Kazan                   | Camp Nou, Barcelone                              |                                                  |
| 20 octobre 2009 20h45 (CEST) | Ibrahimović 48e | (0–1) | Ryazantsev 2e · Karadeniz 73e | Spectateurs : 55 930 Arbitrage : Laurent Duhamel | Spectateurs : 55 930 Arbitrage : Laurent Duhamel |
| 20 octobre 2009 20h45 (CEST) | Rapport         |       |                               | Spectateurs : 55 930 Arbitrage : Laurent Duhamel | Spectateurs : 55 930 Arbitrage : Laurent Duhamel |

|  | Inter Milan                | 2–2   | Dynamo Kiev                   | Stadio Giuseppe Meazza, Milan                    |                                                  |
|  | Stanković 35e · Samuel 47e | (1–2) | Mikhalyk 5e · Lúcio 40e (csc) | Spectateurs : 34 721 Arbitrage : Martin Atkinson | Spectateurs : 34 721 Arbitrage : Martin Atkinson |
|  | Rapport                    |       |                               | Spectateurs : 34 721 Arbitrage : Martin Atkinson | Spectateurs : 34 721 Arbitrage : Martin Atkinson |

| 4e journée                   | Dynamo Kiev     | 1–2   | Inter Milan               | Stade Dynamo Lobanovski, Kiev                   |                                                 |
| 4 novembre 2009 20h45 (CEST) | Chevtchenko 21e | (1–0) | Milito 86e · Sneijder 89e | Spectateurs : 15 900 Arbitrage : Bertrand Layec | Spectateurs : 15 900 Arbitrage : Bertrand Layec |
| 4 novembre 2009 20h45 (CEST) | Rapport         |       |                           | Spectateurs : 15 900 Arbitrage : Bertrand Layec | Spectateurs : 15 900 Arbitrage : Bertrand Layec |

|  | Rubin Kazan | 0–0   | FC Barcelone | Stade Central, Kazan                           |                                                |
|  |             | (0–0) |              | Spectateurs : 24 600 Arbitrage : Konrad Plautz | Spectateurs : 24 600 Arbitrage : Konrad Plautz |
|  | Rapport     |       |              | Spectateurs : 24 600 Arbitrage : Konrad Plautz | Spectateurs : 24 600 Arbitrage : Konrad Plautz |

| 5e journée                    | FC Barcelone          | 2–0   | Inter Milan | Camp Nou, Barcelone                              |                                                  |
| 24 novembre 2009 20h45 (CEST) | Piqué 10e · Pedro 26e | (2–0) |             | Spectateurs : 93 524 Arbitrage : Massimo Busacca | Spectateurs : 93 524 Arbitrage : Massimo Busacca |
| 24 novembre 2009 20h45 (CEST) | Rapport               |       |             | Spectateurs : 93 524 Arbitrage : Massimo Busacca | Spectateurs : 93 524 Arbitrage : Massimo Busacca |

|  | Rubin Kazan | 0–0   | Dynamo Kiev | Stade Central, Kazan                         |                                              |
|  |             | (0–0) |             | Spectateurs : 23 185 Arbitrage : Felix Brych | Spectateurs : 23 185 Arbitrage : Felix Brych |
|  | Rapport     |       |             | Spectateurs : 23 185 Arbitrage : Felix Brych | Spectateurs : 23 185 Arbitrage : Felix Brych |

| 6e journée                   | Inter Milan               | 2–0   | Rubin Kazan | Stadio Giuseppe Meazza, Milan                |                                              |
| 9 décembre 2009 20h45 (CEST) | Eto'o 31e · Balotelli 64e | (1–0) |             | Spectateurs : 49 539 Arbitrage : Pieter Vink | Spectateurs : 49 539 Arbitrage : Pieter Vink |
| 9 décembre 2009 20h45 (CEST) | Rapport                   |       |             | Spectateurs : 49 539 Arbitrage : Pieter Vink | Spectateurs : 49 539 Arbitrage : Pieter Vink |

|  | Dynamo Kiev  | 1–2   | FC Barcelone         | Stade Dynamo Lobanovski, Kiev                |                                              |
|  | Milevskyi 2e | (1–1) | Xavi 33e · Messi 86e | Spectateurs : 16 300 Arbitrage : Howard Webb | Spectateurs : 16 300 Arbitrage : Howard Webb |
|  | Rapport      |       |                      | Spectateurs : 16 300 Arbitrage : Howard Webb | Spectateurs : 16 300 Arbitrage : Howard Webb |

### Groupe G
| Rang | Équipe             | Pts | J | G | N | P | Bp | Bc | Diff |
| ---- | ------------------ | --- | - | - | - | - | -- | -- | ---- |
| 1    | Seville FC         | 13  | 6 | 4 | 1 | 1 | 11 | 4  | +7   |
| 2    | VfB Stuttgart      | 9   | 6 | 2 | 3 | 1 | 9  | 7  | +2   |
| 3    | FC Unirea Urziceni | 8   | 6 | 2 | 2 | 2 | 8  | 8  | 0    |
| 4    | Rangers FC         | 2   | 6 | 0 | 2 | 4 | 4  | 13 | -9   |

| 1re journée                    | Seville FC                      | 2–0   | FC Unirea Urziceni | Stade Ramón-Sánchez-Pizjuán, Séville              |                                                   |
| 16 septembre 2009 20h45 (CEST) | Luís Fabiano 45+1e · Renato 70e | (1–0) |                    | Spectateurs : 37 500 Arbitrage : Matteo Trefoloni | Spectateurs : 37 500 Arbitrage : Matteo Trefoloni |
| 16 septembre 2009 20h45 (CEST) | Rapport                         |       |                    | Spectateurs : 37 500 Arbitrage : Matteo Trefoloni | Spectateurs : 37 500 Arbitrage : Matteo Trefoloni |

|  | VfB Stuttgart  | 1–1   | Rangers FC    | Mercedes-Benz Arena, Stuttgart                   |                                                  |
|  | Pogrebniak 18e | (1–0) | Bougherra 77e | Spectateurs : 51 000 Arbitrage : Massimo Busacca | Spectateurs : 51 000 Arbitrage : Massimo Busacca |
|  | Rapport        |       |               | Spectateurs : 51 000 Arbitrage : Massimo Busacca | Spectateurs : 51 000 Arbitrage : Massimo Busacca |

| 2e journée                     | Rangers FC | 1–4   | Seville FC                                               | Ibrox Stadium, Glasgow                          |                                                 |
| 29 septembre 2009 20h45 (CEST) | Novo 88e   | (0–0) | Konko 50e · Adriano 64e · Luís Fabiano 72e · Kanouté 74e | Spectateurs : 40 572 Arbitrage : Jonas Eriksson | Spectateurs : 40 572 Arbitrage : Jonas Eriksson |
| 29 septembre 2009 20h45 (CEST) | Rapport    |       |                                                          | Spectateurs : 40 572 Arbitrage : Jonas Eriksson | Spectateurs : 40 572 Arbitrage : Jonas Eriksson |

|  | FC Unirea Urziceni | 1–1   | VfB Stuttgart | Stade Ghencea, Bucarest                          |                                                  |
|  | Varga 48e          | (0–1) | Taşçı 5e      | Spectateurs : 13 557 Arbitrage : Laurent Duhamel | Spectateurs : 13 557 Arbitrage : Laurent Duhamel |
|  | Rapport            |       |               | Spectateurs : 13 557 Arbitrage : Laurent Duhamel | Spectateurs : 13 557 Arbitrage : Laurent Duhamel |

| 3e journée                   | VfB Stuttgart | 1–3   | Seville FC                     | Mercedes-Benz Arena, Stuttgart               |                                              |
| 20 octobre 2009 20h45 (CEST) | Élson 74e     | (0–1) | Squillaci 23e, 72e · Navas 55e | Spectateurs : 37 000 Arbitrage : Pieter Vink | Spectateurs : 37 000 Arbitrage : Pieter Vink |
| 20 octobre 2009 20h45 (CEST) | Rapport       |       |                                | Spectateurs : 37 000 Arbitrage : Pieter Vink | Spectateurs : 37 000 Arbitrage : Pieter Vink |

|  | Rangers FC      | 1–4   | FC Unirea Urziceni                                                   | Ibrox Stadium, Glasgow                          |                                                 |
|  | Vilana 2e (csc) | (1–1) | Bilaşco 32e · Lafferty 49e (csc) · McCulloch 59e (csc) · Brandán 65e | Spectateurs : 39 476 Arbitrage : Eric Braamhaar | Spectateurs : 39 476 Arbitrage : Eric Braamhaar |
|  | Rapport         |       |                                                                      | Spectateurs : 39 476 Arbitrage : Eric Braamhaar | Spectateurs : 39 476 Arbitrage : Eric Braamhaar |

| 4e journée                   | Seville FC | 1–1   | VfB Stuttgart  | Stade Ramón-Sánchez-Pizjuán, Séville             |                                                  |
| 4 novembre 2009 20h45 (CEST) | Navas 14e  | (1–0) | Kuzmanović 79e | Spectateurs : 32 669 Arbitrage : Martin Atkinson | Spectateurs : 32 669 Arbitrage : Martin Atkinson |
| 4 novembre 2009 20h45 (CEST) | Rapport    |       |                | Spectateurs : 32 669 Arbitrage : Martin Atkinson | Spectateurs : 32 669 Arbitrage : Martin Atkinson |

|  | FC Unirea Urziceni | 1–1   | Rangers FC    | Stade Ghencea, Bucarest                         |                                                 |
|  | Onofraş 88e        | (0–0) | McCulloch 79e | Spectateurs : 9 923 Arbitrage : Claus Bo Larsen | Spectateurs : 9 923 Arbitrage : Claus Bo Larsen |
|  | Rapport            |       |               | Spectateurs : 9 923 Arbitrage : Claus Bo Larsen | Spectateurs : 9 923 Arbitrage : Claus Bo Larsen |

| 5e journée                    | FC Unirea Urziceni     | 1–0   | Seville FC | Stade Ghencea, Bucarest                             |                                                     |
| 24 novembre 2009 20h45 (CEST) | Dragutinovic 45e (csc) | (1–0) |            | Spectateurs : 10 007 Arbitrage : Tom Henning Øvrebø | Spectateurs : 10 007 Arbitrage : Tom Henning Øvrebø |
| 24 novembre 2009 20h45 (CEST) | Rapport                |       |            | Spectateurs : 10 007 Arbitrage : Tom Henning Øvrebø | Spectateurs : 10 007 Arbitrage : Tom Henning Øvrebø |

|  | Rangers FC | 0–2   | VfB Stuttgart             | Ibrox Stadium, Glasgow                           |                                                  |
|  |            | (0–1) | Rudy 16e · Kuzmanović 59e | Spectateurs : 41 468 Arbitrage : Roberto Rosetti | Spectateurs : 41 468 Arbitrage : Roberto Rosetti |
|  | Rapport    |       |                           | Spectateurs : 41 468 Arbitrage : Roberto Rosetti | Spectateurs : 41 468 Arbitrage : Roberto Rosetti |

| 6e journée                   | Seville FC        | 1–0   | Rangers FC | Stade Ramón-Sánchez-Pizjuán, Séville            |                                                 |
| 9 décembre 2009 20h45 (CEST) | Kanouté 8e (pen.) | (1–0) |            | Spectateurs : 31 560 Arbitrage : Bertrand Layec | Spectateurs : 31 560 Arbitrage : Bertrand Layec |
| 9 décembre 2009 20h45 (CEST) | Rapport           |       |            | Spectateurs : 31 560 Arbitrage : Bertrand Layec | Spectateurs : 31 560 Arbitrage : Bertrand Layec |

|  | VfB Stuttgart                          | 3–1   | FC Unirea Urziceni | Mercedes-Benz Arena, Stuttgart                 |                                                |
|  | Marica 5e · Träsch 8e · Pogrebniak 11e | (3–0) | Semedo 47e         | Spectateurs : 37 000 Arbitrage : Viktor Kassai | Spectateurs : 37 000 Arbitrage : Viktor Kassai |
|  | Rapport                                |       |                    | Spectateurs : 37 000 Arbitrage : Viktor Kassai | Spectateurs : 37 000 Arbitrage : Viktor Kassai |

### Groupe H
| Rang | Équipe            | Pts | J | G | N | P | Bp | Bc | Diff |
| ---- | ----------------- | --- | - | - | - | - | -- | -- | ---- |
| 1    | Arsenal FC        | 13  | 6 | 4 | 1 | 1 | 12 | 5  | +7   |
| 2    | Olympiakos        | 10  | 6 | 3 | 1 | 2 | 4  | 5  | -1   |
| 3    | Standard de Liège | 5   | 6 | 1 | 2 | 3 | 7  | 9  | -2   |
| 4    | AZ Alkmaar        | 4   | 6 | 0 | 4 | 2 | 4  | 8  | -4   |

| 1re journée                    | Standard de Liège                | 2–3   | Arsenal FC                                 | Stade Maurice Dufrasne, Liège                               |                                                             |
| 16 septembre 2009 20h45 (CEST) | Mangala 3e · Jovanović 5e (pen.) | (2–1) | Bendtner 45e · Vermaelen 77e · Eduardo 81e | Spectateurs : 23 022 Arbitrage : Eduardo Iturralde González | Spectateurs : 23 022 Arbitrage : Eduardo Iturralde González |
| 16 septembre 2009 20h45 (CEST) | Rapport                          |       |                                            | Spectateurs : 23 022 Arbitrage : Eduardo Iturralde González | Spectateurs : 23 022 Arbitrage : Eduardo Iturralde González |

|  | Olympiakos    | 1–0   | AZ Alkmaar | Stade Karaiskaki, Le Pirée                     |                                                |
|  | Torosídis 45e | (0–0) |            | Spectateurs : 29 018 Arbitrage : Viktor Kassai | Spectateurs : 29 018 Arbitrage : Viktor Kassai |
|  | Rapport       |       |            | Spectateurs : 29 018 Arbitrage : Viktor Kassai | Spectateurs : 29 018 Arbitrage : Viktor Kassai |

| 2e journée                     | Arsenal FC                     | 2–0   | Olympiakos | Emirates Stadium, Londres                        |                                                  |
| 29 septembre 2009 20h45 (CEST) | van Persie 78e · Archavine 86e | (0–0) |            | Spectateurs : 59 884 Arbitrage : Stéphane Lannoy | Spectateurs : 59 884 Arbitrage : Stéphane Lannoy |
| 29 septembre 2009 20h45 (CEST) | Rapport                        |       |            | Spectateurs : 59 884 Arbitrage : Stéphane Lannoy | Spectateurs : 59 884 Arbitrage : Stéphane Lannoy |

|  | AZ Alkmaar      | 1–1   | Standard de Liège | DSB Stadion, Alkmaar                            |                                                 |
|  | El Hamdaoui 48e | (0–0) | Traoré 90+1e      | Spectateurs : 16 373 Arbitrage : Wolfgang Stark | Spectateurs : 16 373 Arbitrage : Wolfgang Stark |
|  | Rapport         |       |                   | Spectateurs : 16 373 Arbitrage : Wolfgang Stark | Spectateurs : 16 373 Arbitrage : Wolfgang Stark |

| 3e journée                   | AZ Alkmaar            | 1–1   | Arsenal FC   | DSB Stadion, Alkmaar                            |                                                 |
| 20 octobre 2009 20h45 (CEST) | Mendes da Silva 90+3e | (0–1) | Fàbregas 36e | Spectateurs : 16 666 Arbitrage : Martin Hansson | Spectateurs : 16 666 Arbitrage : Martin Hansson |
| 20 octobre 2009 20h45 (CEST) | Rapport               |       |              | Spectateurs : 16 666 Arbitrage : Martin Hansson | Spectateurs : 16 666 Arbitrage : Martin Hansson |

|  | Olympiakos                      | 2–1   | Standard de Liège | Stade Karaiskaki, Le Pirée                     |                                                |
|  | Mítroglou 43e · Stoltidis 90+3e | (1–1) | De Camargo 37e    | Spectateurs : 29 889 Arbitrage : Pedro Proença | Spectateurs : 29 889 Arbitrage : Pedro Proença |
|  | Rapport                         |       |                   | Spectateurs : 29 889 Arbitrage : Pedro Proença | Spectateurs : 29 889 Arbitrage : Pedro Proença |

| 4e journée                   | Arsenal FC                                | 4–1   | AZ Alkmaar | Emirates Stadium, Londres                    |                                              |
| 4 novembre 2009 20h45 (CEST) | Fàbregas 25e, 52e · Nasri 43e · Diaby 72e | (2–0) | Lens 82e   | Spectateurs : 59 345 Arbitrage : Alain Hamer | Spectateurs : 59 345 Arbitrage : Alain Hamer |
| 4 novembre 2009 20h45 (CEST) | Rapport                                   |       |            | Spectateurs : 59 345 Arbitrage : Alain Hamer | Spectateurs : 59 345 Arbitrage : Alain Hamer |

|  | Standard de Liège           | 2–0   | Olympiakos | Stade Maurice Dufrasne, Liège                   |                                                 |
|  | Mbokani 31e · Jovanović 88e | (1–0) |            | Spectateurs : 24 787 Arbitrage : Nicola Rizzoli | Spectateurs : 24 787 Arbitrage : Nicola Rizzoli |
|  | Rapport                     |       |            | Spectateurs : 24 787 Arbitrage : Nicola Rizzoli | Spectateurs : 24 787 Arbitrage : Nicola Rizzoli |

| 5e journée                    | Arsenal FC                 | 2–0   | Standard de Liège | Emirates Stadium, Londres                      |                                                |
| 24 novembre 2009 20h45 (CEST) | Nasri 35e · Denílson 45+2e | (2–0) |                   | Spectateurs : 59 941 Arbitrage : Konrad Plautz | Spectateurs : 59 941 Arbitrage : Konrad Plautz |
| 24 novembre 2009 20h45 (CEST) | Rapport                    |       |                   | Spectateurs : 59 941 Arbitrage : Konrad Plautz | Spectateurs : 59 941 Arbitrage : Konrad Plautz |

|  | AZ Alkmaar | 0–0   | Olympiakos | DSB Stadion, Alkmaar                                      |                                                           |
|  |            | (0–0) |            | Spectateurs : 16 213 Arbitrage : Alberto Undiano Mallenco | Spectateurs : 16 213 Arbitrage : Alberto Undiano Mallenco |
|  | Rapport    |       |            | Spectateurs : 16 213 Arbitrage : Alberto Undiano Mallenco | Spectateurs : 16 213 Arbitrage : Alberto Undiano Mallenco |

| 6e journée                   | Olympiakos   | 1–0   | Arsenal FC | Stade Karaiskaki, Le Pirée                       |                                                  |
| 9 décembre 2009 20h45 (CEST) | Leonardo 47e | (0–0) |            | Spectateurs : 30 277 Arbitrage : Lucílio Batista | Spectateurs : 30 277 Arbitrage : Lucílio Batista |
| 9 décembre 2009 20h45 (CEST) | Rapport      |       |            | Spectateurs : 30 277 Arbitrage : Lucílio Batista | Spectateurs : 30 277 Arbitrage : Lucílio Batista |

|  | Standard de Liège | 1–1   | AZ Alkmaar | Stade Maurice Dufrasne, Liège                    |                                                  |
|  | Bolat 90+5e       | (0–1) | Lens 42e   | Spectateurs : 24 539 Arbitrage : Martin Atkinson | Spectateurs : 24 539 Arbitrage : Martin Atkinson |
|  | Rapport           |       |            | Spectateurs : 24 539 Arbitrage : Martin Atkinson | Spectateurs : 24 539 Arbitrage : Martin Atkinson |

## Phase à élimination directe

### Huitièmes de finale
| 16 février 2010 | Olympique lyonnais | 1–0   | Real Madrid | Stade Gerland, Lyon                              |                                                  |
| 20 h 45 HEC     | Makoun 47e         | (0–0) |             | Spectateurs : 40 526 Arbitrage : Martin Atkinson | Spectateurs : 40 526 Arbitrage : Martin Atkinson |
| 20 h 45 HEC     | Rapport            |       |             | Spectateurs : 40 526 Arbitrage : Martin Atkinson | Spectateurs : 40 526 Arbitrage : Martin Atkinson |

| 10 mars 2010 | Real Madrid  | 1–1   | Olympique lyonnais | Stade Santiago Bernabéu, Madrid                 |                                                 |
| 20 h 45 HEC  | C.Ronaldo 6e | (1–0) | Pjanić 75e         | Spectateurs : 80 354 Arbitrage : Nicola Rizzoli | Spectateurs : 80 354 Arbitrage : Nicola Rizzoli |
| 20 h 45 HEC  | Rapport      |       |                    | Spectateurs : 80 354 Arbitrage : Nicola Rizzoli | Spectateurs : 80 354 Arbitrage : Nicola Rizzoli |

| 16 février 2010 | AC Milan                    | 2–3   | Manchester United                          | Stade San Siro, Milan                                 |                                                       |
| 20 h 45 HEC     | Ronaldinho 3e · Seedorf 85e | (1–1) | Scholes 36e · Rooney 66e 74e · Carrick 93e | Spectateurs : 80 000 Arbitrage : Olegário Benquerença | Spectateurs : 80 000 Arbitrage : Olegário Benquerença |
| 20 h 45 HEC     | Rapport                     |       |                                            | Spectateurs : 80 000 Arbitrage : Olegário Benquerença | Spectateurs : 80 000 Arbitrage : Olegário Benquerença |

| 10 mars 2010 | Manchester United                        | 4–0   | AC Milan | Old Trafford, Manchester                         |                                                  |
| 20 h 45 HEC  | Rooney 13e 46e · Park 59e · Fletcher 88e | (1–0) |          | Spectateurs : 74 595 Arbitrage : Massimo Busacca | Spectateurs : 74 595 Arbitrage : Massimo Busacca |
| 20 h 45 HEC  | Rapport                                  |       |          | Spectateurs : 74 595 Arbitrage : Massimo Busacca | Spectateurs : 74 595 Arbitrage : Massimo Busacca |

| 17 février 2010 | FC Porto                | 2–1   | Arsenal      | Estádio do Dragão, Porto                        |                                                 |
| 19 h 45 HEC     | Varela 11e · Falcao 51e | (1–1) | Campbell 18e | Spectateurs : 45 604 Arbitrage : Martin Hansson | Spectateurs : 45 604 Arbitrage : Martin Hansson |
| 19 h 45 HEC     | Rapport                 |       |              | Spectateurs : 45 604 Arbitrage : Martin Hansson | Spectateurs : 45 604 Arbitrage : Martin Hansson |

| 9 mars 2010 | Arsenal                                               | 5–0   | FC Porto | Emirates Stadium, Londres                           |                                                     |
| 20 h 45 HEC | Bendtner 10e 25e 90+1e (pen.) · Nasri 63e · Eboué 66e | (2–0) |          | Spectateurs : 59 661 Arbitrage : Frank De Bleeckere | Spectateurs : 59 661 Arbitrage : Frank De Bleeckere |
| 20 h 45 HEC | Rapport                                               |       |          | Spectateurs : 59 661 Arbitrage : Frank De Bleeckere | Spectateurs : 59 661 Arbitrage : Frank De Bleeckere |

| 17 février 2010 | Bayern Munich                 | 2–1   | AC Fiorentina            | Allianz Arena, Munich                               |                                                     |
| 20 h 45 HEC     | Robben 48e (pen.) · Klose 89e | (1–0) | Krøldrup 50e · Gobbi 73e | Spectateurs : 66 000 Arbitrage : Tom Henning Øvrebø | Spectateurs : 66 000 Arbitrage : Tom Henning Øvrebø |
| 20 h 45 HEC     | Rapport                       |       |                          | Spectateurs : 66 000 Arbitrage : Tom Henning Øvrebø | Spectateurs : 66 000 Arbitrage : Tom Henning Øvrebø |

| 9 mars 2010 | AC Fiorentina                 | 3–2   | Bayern Munich               | Stadio Artemio Franchi, Florence                          |                                                           |
| 20 h 45 HEC | Vargas 28e · Jovetić 54e, 64e | (1–0) | van Bommel 60e · Robben 65e | Spectateurs : 42 762 Arbitrage : Alberto Undiano Mallenco | Spectateurs : 42 762 Arbitrage : Alberto Undiano Mallenco |
| 20 h 45 HEC | Rapport                       |       |                             | Spectateurs : 42 762 Arbitrage : Alberto Undiano Mallenco | Spectateurs : 42 762 Arbitrage : Alberto Undiano Mallenco |

| 23 février 2010 | VfB Stuttgart | 1–1   | FC Barcelone    | Mercedes-Benz Arena, Stuttgart                 |                                                |
| 20 h 45 HEC     | Cacau 25e     | (1–0) | Ibrahimović 52e | Spectateurs : 40 000 Arbitrage : Bjorn Kuipers | Spectateurs : 40 000 Arbitrage : Bjorn Kuipers |
| 20 h 45 HEC     | Rapport       |       |                 | Spectateurs : 40 000 Arbitrage : Bjorn Kuipers | Spectateurs : 40 000 Arbitrage : Bjorn Kuipers |

| 17 mars 2010 | FC Barcelone                          | 4–0   | VfB Stuttgart | Camp Nou, Barcelone                          |                                              |
| 20 h 45 HEC  | Messi 13e 60e · Pedro 22e · Bojan 89e | (2–0) |               | Spectateurs : 88 543 Arbitrage : Alain Hamer | Spectateurs : 88 543 Arbitrage : Alain Hamer |
| 20 h 45 HEC  | Rapport                               |       |               | Spectateurs : 88 543 Arbitrage : Alain Hamer | Spectateurs : 88 543 Arbitrage : Alain Hamer |

| 23 février 2010 | Olympiakos | 0–1   | Girondins de Bordeaux | Stade olympique, Athènes                     |                                              |
| 20 h 45 HEC     |            | (0–1) | Ciani 45+2e           | Spectateurs : 30 000 Arbitrage : Howard Webb | Spectateurs : 30 000 Arbitrage : Howard Webb |
| 20 h 45 HEC     | Rapport    |       |                       | Spectateurs : 30 000 Arbitrage : Howard Webb | Spectateurs : 30 000 Arbitrage : Howard Webb |

| 17 mars 2010 | Girondins de Bordeaux                       | 2–1   | Olympiakos                          | Stade Jacques-Chaban-Delmas, Bordeaux                 |                                                       |
| 20 h 45 HEC  | Gourcuff 5e · Diarra 66e, 68e · Chamakh 88e | (1–0) | Derbyshire 54e, 60e · Mítroglou 65e | Spectateurs : 31 004 Arbitrage : Olegário Benquerença | Spectateurs : 31 004 Arbitrage : Olegário Benquerença |
| 20 h 45 HEC  | Rapport                                     |       |                                     | Spectateurs : 31 004 Arbitrage : Olegário Benquerença | Spectateurs : 31 004 Arbitrage : Olegário Benquerença |

| 24 février 2010 | Inter Milan               | 2–1   | Chelsea   | Stade San Siro, Milan                                   |                                                         |
| 18 h 00 HEC     | Milito 3e · Cambiasso 55e | (1–0) | Kalou 51e | Spectateurs : 84 638 Arbitrage : Manuel Mejuto González | Spectateurs : 84 638 Arbitrage : Manuel Mejuto González |
| 18 h 00 HEC     | Rapport                   |       |           | Spectateurs : 84 638 Arbitrage : Manuel Mejuto González | Spectateurs : 84 638 Arbitrage : Manuel Mejuto González |

| 16 mars 2010 | Chelsea         | 0–1   | Inter Milan | Stamford Bridge, Londres                        |                                                 |
| 18 h 00 HEC  | Drogba 57e, 87e | (0–0) | Eto'o 78e   | Spectateurs : 38 107 Arbitrage : Wolfgang Stark | Spectateurs : 38 107 Arbitrage : Wolfgang Stark |
| 18 h 00 HEC  | Rapport         |       |             | Spectateurs : 38 107 Arbitrage : Wolfgang Stark | Spectateurs : 38 107 Arbitrage : Wolfgang Stark |

| 24 février 2010 | CSKA Moscou  | 1–1   | Seville FC  | Stade Loujniki, Moscou                       |                                              |
| 18 h 00 HEC     | González 66e | (0–1) | Negredo 25e | Spectateurs : 20 000 Arbitrage : Felix Brych | Spectateurs : 20 000 Arbitrage : Felix Brych |
| 18 h 00 HEC     | Rapport      |       |             | Spectateurs : 20 000 Arbitrage : Felix Brych | Spectateurs : 20 000 Arbitrage : Felix Brych |

| 16 mars 2010 | Seville FC  | 1–2   | CSKA Moscou           | Sanchez Pizjuan, Séville                       |                                                |
| 18 h 00 HEC  | Perotti 41e | (1–1) | Necid 39e · Honda 55e | Spectateurs : 29 666 Arbitrage : Viktor Kassai | Spectateurs : 29 666 Arbitrage : Viktor Kassai |
| 18 h 00 HEC  | Rapport     |       |                       | Spectateurs : 29 666 Arbitrage : Viktor Kassai | Spectateurs : 29 666 Arbitrage : Viktor Kassai |

### Quarts de finale
| 30 mars 2010 | Olympique lyonnais                    | 3-1   | Girondins de Bordeaux | Stade Gerland, Lyon                          |                                              |
| 20 h 45 HEC  | Lisandro 10e, 77e (pen.) · Bastos 32e | (2-1) | Chamakh 14e           | Spectateurs : 37 859 Arbitrage : Felix Brych | Spectateurs : 37 859 Arbitrage : Felix Brych |
| 20 h 45 HEC  | Rapport                               |       |                       | Spectateurs : 37 859 Arbitrage : Felix Brych | Spectateurs : 37 859 Arbitrage : Felix Brych |

| 7 avril 2010 | Girondins de Bordeaux | 1-0   | Olympique lyonnais | Stade Jacques-Chaban-Delmas, Bordeaux                     |                                                           |
| 20 h 45 HEC  | Chamakh 45e           | (1-0) |                    | Spectateurs : 31 962 Arbitrage : Alberto Undiano Mallenco | Spectateurs : 31 962 Arbitrage : Alberto Undiano Mallenco |
| 20 h 45 HEC  | Rapport               |       |                    | Spectateurs : 31 962 Arbitrage : Alberto Undiano Mallenco | Spectateurs : 31 962 Arbitrage : Alberto Undiano Mallenco |

| 30 mars 2010 | Bayern Munich           | 2-1   | Manchester United | Allianz Arena, Munich                               |                                                     |
| 20 h 45 HEC  | Ribéry 77e · Olić 90+2e | (0-1) | Rooney 2e         | Spectateurs : 66 000 Arbitrage : Frank De Bleeckere | Spectateurs : 66 000 Arbitrage : Frank De Bleeckere |
| 20 h 45 HEC  | Rapport                 |       |                   | Spectateurs : 66 000 Arbitrage : Frank De Bleeckere | Spectateurs : 66 000 Arbitrage : Frank De Bleeckere |

| 7 avril 2010 | Manchester United                          | 3-2   | Bayern Munich         | Old Trafford, Manchester                        |                                                 |
| 20 h 45 HEC  | Gibson 3e · Nani 7e, 41e · Rafael 18e, 50e | (3-1) | Olić 43e · Robben 74e | Spectateurs : 74 482 Arbitrage : Nicola Rizzoli | Spectateurs : 74 482 Arbitrage : Nicola Rizzoli |
| 20 h 45 HEC  | Rapport                                    |       |                       | Spectateurs : 74 482 Arbitrage : Nicola Rizzoli | Spectateurs : 74 482 Arbitrage : Nicola Rizzoli |

| 31 mars 2010 | Arsenal                           | 2-2   | FC Barcelone                    | Emirates Stadium, Londres                        |                                                  |
| 20 h 45 HEC  | Walcott 69e · Fàbregas 85e (pen.) | (0-0) | Ibrahimović 46e 59e · Puyol 84e | Spectateurs : 59 572 Arbitrage : Massimo Busacca | Spectateurs : 59 572 Arbitrage : Massimo Busacca |
| 20 h 45 HEC  | Rapport                           |       |                                 | Spectateurs : 59 572 Arbitrage : Massimo Busacca | Spectateurs : 59 572 Arbitrage : Massimo Busacca |

| 6 avril 2010 | FC Barcelone          | 4-1   | Arsenal      | Camp Nou, Barcelone                             |                                                 |
| 20 h 45 HEC  | Messi 21e 37e 42e 88e | (3-1) | Bendtner 18e | Spectateurs : 93 330 Arbitrage : Wolfgang Stark | Spectateurs : 93 330 Arbitrage : Wolfgang Stark |
| 20 h 45 HEC  | Rapport               |       |              | Spectateurs : 93 330 Arbitrage : Wolfgang Stark | Spectateurs : 93 330 Arbitrage : Wolfgang Stark |

| 31 mars 2010 | Inter Milan | 1-0   | CSKA Moscou | Stade San Siro, Milan                        |                                              |
| 20 h 45 HEC  | Milito 65e  | (0-0) |             | Spectateurs : 69 398 Arbitrage : Howard Webb | Spectateurs : 69 398 Arbitrage : Howard Webb |
| 20 h 45 HEC  | Rapport     |       |             | Spectateurs : 69 398 Arbitrage : Howard Webb | Spectateurs : 69 398 Arbitrage : Howard Webb |

| 6 avril 2010 | CSKA Moscou    | 0-1   | Inter Milan | Stade Loujniki, Moscou                           |                                                  |
| 20 h 45 HEC  | Odiah 38e, 49e | (0-1) | Sneijder 6e | Spectateurs : 54 400 Arbitrage : Stéphane Lannoy | Spectateurs : 54 400 Arbitrage : Stéphane Lannoy |
| 20 h 45 HEC  | Rapport        |       |             | Spectateurs : 54 400 Arbitrage : Stéphane Lannoy | Spectateurs : 54 400 Arbitrage : Stéphane Lannoy |

### Demi-finales
| 20 avril 2010 | Inter Milan                            | 3-1   | FC Barcelone | Stade San Siro, Milan                                 |                                                       |
| 20 h 45 HEC   | Sneijder 30e · Maicon 48e · Milito 61e | (1-1) | Pedro 19e    | Spectateurs : 79 000 Arbitrage : Olegário Benquerença | Spectateurs : 79 000 Arbitrage : Olegário Benquerença |
| 20 h 45 HEC   | Rapport                                |       |              | Spectateurs : 79 000 Arbitrage : Olegário Benquerença | Spectateurs : 79 000 Arbitrage : Olegário Benquerença |

| 28 avril 2010 | FC Barcelone | 1-0   | Inter Milan    | Camp Nou, Barcelone                                 |                                                     |
| 20 h 45 HEC   | Piqué 84e    | (0-0) | Motta 10e, 28e | Spectateurs : 96 214 Arbitrage : Frank De Bleeckere | Spectateurs : 96 214 Arbitrage : Frank De Bleeckere |
| 20 h 45 HEC   | Rapport      |       |                | Spectateurs : 96 214 Arbitrage : Frank De Bleeckere | Spectateurs : 96 214 Arbitrage : Frank De Bleeckere |

| 21 avril 2010 | Bayern Munich           | 1-0   | Olympique lyonnais | Allianz Arena, Munich                            |                                                  |
| 20 h 45 HEC   | Ribéry 37e · Robben 69e | (0-0) | Toulalan 51e, 54e  | Spectateurs : 66 000 Arbitrage : Roberto Rosetti | Spectateurs : 66 000 Arbitrage : Roberto Rosetti |
| 20 h 45 HEC   | Rapport                 |       |                    | Spectateurs : 66 000 Arbitrage : Roberto Rosetti | Spectateurs : 66 000 Arbitrage : Roberto Rosetti |

| 27 avril 2010 | Olympique lyonnais | 0-3   | Bayern Munich      | Stade Gerland, Lyon                              |                                                  |
| 20 h 45 HEC   | Cris 59e, 59e      | (0-1) | Olić 26e, 67e, 78e | Spectateurs : 39 414 Arbitrage : Massimo Busacca | Spectateurs : 39 414 Arbitrage : Massimo Busacca |
| 20 h 45 HEC   | Rapport            |       |                    | Spectateurs : 39 414 Arbitrage : Massimo Busacca | Spectateurs : 39 414 Arbitrage : Massimo Busacca |

### Finale
| Samedi 22 mai 2010 | Bayern Munich | 0 - 2   | Inter Milan    | Stade Santiago Bernabéu, Madrid              |                                              |
| 20:45 CEST         |               | (0 - 1) | 35e 70e Milito | Spectateurs : 73 170 Arbitrage : Howard Webb | Spectateurs : 73 170 Arbitrage : Howard Webb |
| 20:45 CEST         | Rapport       |         |                | Spectateurs : 73 170 Arbitrage : Howard Webb | Spectateurs : 73 170 Arbitrage : Howard Webb |

| Bayern Munich | Inter Milan |

| Bayern Munich :             |    |                        |     |     |
|                             |    |                        |     |     |
| GB                          | 22 | Hans-Jörg Butt         |     |     |
| DD                          | 21 | Philipp Lahm           |     |     |
| DC                          | 5  | Daniel van Buyten      |     |     |
| DC                          | 6  | Martin Demichelis      | 26e |     |
| DG                          | 28 | Holger Badstuber       |     |     |
| MC                          | 17 | Mark van Bommel        | 78e |     |
| MC                          | 31 | Bastian Schweinsteiger |     |     |
| MD                          | 10 | Arjen Robben           |     |     |
| MOC                         | 25 | Thomas Müller          |     |     |
| MG                          | 8  | Hamit Altıntop         |     | 63e |
| AT                          | 11 | Ivica Olić             |     | 74e |
| Remplaçants :               |    |                        |     |     |
| GB                          | 1  | Michael Rensing        |     |     |
| DF                          | 13 | Andreas Görlitz        |     |     |
| DF                          | 26 | Diego Contento         |     |     |
| MC                          | 23 | Danijel Pranjić        |     |     |
| MC                          | 44 | Anatoly Timochtchouk   |     |     |
| AT                          | 18 | Miroslav Klose         |     | 67e |
| AT                          | 33 | Mario Gómez            |     | 74e |
| Entraîneur : Louis van Gaal |    |                        |     |     |
|                             |    |                        |     |     |

| Inter Milan :              |    |                    |     |        |
|                            |    |                    |     |        |
| GB                         | 1  | Júlio César        |     |        |
| DD                         | 13 | Maicon             |     |        |
| DC                         | 6  | Lúcio              |     |        |
| DC                         | 25 | Walter Samuel      |     |        |
| DG                         | 26 | Cristian Chivu     | 30e | 68e    |
| MC                         | 4  | Javier Zanetti     |     |        |
| MC                         | 19 | Esteban Cambiasso  |     |        |
| MOC                        | 10 | Wesley Sneijder    |     |        |
| AiD                        | 9  | Samuel Eto'o       |     |        |
| AT                         | 22 | Diego Milito       |     | 90e+2  |
| AiG                        | 27 | Goran Pandev       |     | 79e    |
| Remplaçants :              |    |                    |     |        |
| GB                         | 1  | Francesco Toldo    |     |        |
| DF                         | 2  | Iván Córdoba       |     |        |
| DF                         | 23 | Marco Materazzi    |     | 90e +2 |
| MF                         | 5  | Dejan Stanković    |     | 68e    |
| MF                         | 11 | Sulley Muntari     |     | 79e    |
| MF                         | 17 | 🇧🇮 McDonald Mariga |     |        |
| AT                         | 45 | Mario Balotelli    |     |        |
| Entraîneur : José Mourinho |    |                    |     |        |
|                            |    |                    |     |        |

| Homme du match UEFA Diego Milito Arbitres assistants Mike Mullarkey Darren Cann Quatrième arbitre Martin Atkinson Arbitres réserve Peter Kirkup |